# Hydraena pachyptera
Hydraena pachyptera är en skalbaggsart som beskrevs av Viktor Apfelbeck 1909. Hydraena pachyptera ingår i släktet Hydraena och familjen vattenbrynsbaggar. Inga underarter finns listade i Catalogue of Life.